# Charles Durning
Pour les articles homonymes, voir Durning.
Charles Durning, né le 28 février 1923 à Highland Falls dans l'État de New York, et mort à New York le 24 décembre 2012, est un acteur américain.

## Biographie
Au cours de la Seconde Guerre mondiale, il sert en Europe et subit plusieurs blessures.
Après guerre, il entre à l'American Academy of Dramatic Arts de New York, mais découragé, il abandonne le métier d'acteur pour de petits boulots, chauffeur de taxi ou barman.
Il revient au spectacle, théâtre en 1962, puis cinéma en 1965 mais c'est avec Brian De Palma que sa carrière décollera véritablement puisque le cinéaste le fait tourner à trois reprises dans Hi, Mom! en 1970, Sœurs de sang en 1973 et Furie en 1978.
Excellent second rôle, comme en témoignent ses prestations de flic sympa dans Un après-midi de chien auprès d'Al Pacino ou d'amoureux transi de Dustin Hoffman dans Tootsie, il s'impose dans des compositions d'américain moyen.
Il incarne à nouveau un flic et tient un des rôles principaux de Terreur sur la ligne en 1979.
Son interprétation comique du Colonel Erhardt dans la version de 1983 de To Be or Not to Be produite par Mel Brooks fut particulièrement remarquée.
À la télévision, Durning joue le curé de famille Barone, le père Hubley, un personnage récurrent dans Tout le monde aime Raymond. Il prête également sa voix au personnage de Francis Griffin dans la série animée Les Griffin. Il apparait dans la série télévisée de FX Rescue Me : Les Héros du 11 septembre, jouant Mike Gavin, le père pompier retraité du personnage principal interprété par Denis Leary.
Il livre une interprétation remarquable d'un vétéran de la Marine dans l'épisode Call of Silence de la seconde saison de la série télévisée policière NCIS, diffusée le 23 novembre 2004. Son personnage se tourne vers les autorités, réclamant d'être poursuivi pour avoir assassiné son camarade lors d'un combat féroce sur Iwo Jima six décennies plus tôt. En 2005, Durning est nommé pour un Emmy Award pour ce rôle.
Pour ses nombreux rôles à la télévision, il a reçu neuf nominations aux Emmy Awards. Il a également reçu l'Oscar du meilleur acteur dans un second rôle pour The Best Little Whorehouse in Texas en 1982 et pour To Be or Not to Be en 1983. Il a remporté un Golden Globe en 1990 pour son rôle dans The Kennedys of Massachusetts de Lamont Johnson. Cette même année, il a remporté un Tony Award pour sa performance dans Cat on a Hot Tin Roof. Il a reçu deux Drama Desk Awards pour ses performances dans That Championship Season et Third.
En 1999, Durning a été intronisé au Theater Hall of Fame on Broadway. Il a reçu le prix pour l'ensemble de son œuvre lors de la 14e cérémonie annuelle des Screen Actors Guild Awards le 27 janvier 2008. Le 31 juillet 2008, on a inauguré son étoile sur le Hollywood Walk of Fame.
Charles Durning meurt de causes naturelles à son domicile à Manhattan le 24 décembre 2012, à l'âge de 89 ans et est enterré au cimetière national d'Arlington.

## Filmographie

### Années 1960
- 1965 : Harvey Middleman, Fireman de Ernest Pintoff : Dooley
- 1969 : Stiletto de Bernard Kowalski

### Années 1970
Cinéma
- 1970 : Hi, Mom!, de Brian De Palma : Superintendant
- 1970 : I Walk the Line de John Frankenheimer : L'adjoint Wylie Hunnicutt
- 1971 : The Pursuit of Happiness de Robert Mulligan : 2d Gardien
- 1972 : Deadhead Miles (en), de Vernon Zimmerman : Red Ball Rider
- 1972 : Dealing: Or the Berkeley-to-Boston Forty-Brick Lost-Bag Blues de Paul Williams : Murphy
- 1972 : Doomsday Voyage de John Vidette
- 1973 : Sœurs de sang (Sisters), de Brian De Palma : Joseph Larch
- 1973 : L'Arnaque (The Sting), de George Roy Hill : Lt. Wm. Snyder
- 1974 : Spéciale Première (The Front Page), de Billy Wilder : Murphy
- 1975 : Un après-midi de chien (Dog Day Afternoon), de Sidney Lumet : Det. Sgt. Eugene Moretti
- 1975 : L'Odyssée du Hindenburg (The Hindenburg), de Robert Wise : Capt. Pruss
- 1975 : Le Solitaire de Fort Humboldt (Breakheart Pass), de Tom Gries : Frank O'Brien
- 1976 : Deux Farfelus à New York (Harry and Walter Go to New York) de Mark Rydell : Rufus T. Crisp
- 1977 : L'Ultimatum des trois mercenaires (Twilight's Last Gleaming), de Robert Aldrich : Président David Stevens
- 1977 : Bande de flics (The Choirboys), de Robert Aldrich : Spermwhale Whalen
- 1978 : Furie (The Fury), de Brian De Palma : Dr Jim McKeever
- 1978 : Un ennemi du peuple (An Enemy of the People), de George Schaefer : Peter Stockmann
- 1978 : L'Empire du Grec (The Greek Tycoon) de J. Lee Thompson : Michael Russell
- 1979 : Tilt de Rudy Durand : Harold « The Whale » Remmens
- 1979 : Les Muppets, le film (The Muppet Movie), de James Frawley : Doc Hopper
- 1979 : North Dallas Forty de Ted Kotcheff : Coach Johnson
- 1979 : Merci d'avoir été ma femme (Starting Over), d'Alan J. Pakula : Michael (Mickey) Potter
- 1979 : Terreur sur la ligne (When a Stranger Calls) de Fred Walton : John Clifford

Télévision
- 1964 : Another World (série) : Chef de Police Gil McGowan
- 1972 : Look Homeward, Angel : Will Pentland
- 1973 : Manhattan poursuite (The Connection) : Frank Devlin
- 1973 : Rx for the Defense : District Attorney Horn
- 1975 : The Trial of Chaplain Jensen : Budd Rogers
- 1975 : Queen of the Stardust Ballroom : Alvin « Al » Green
- 1975 : Switch : Phil Beckman
- 1975 : The Cop and the Kid (série) : Officier Frank Murphy
- 1976 : The Ashes of Mrs. Reasoner
- 1976 : Captains and the Kings (feuilleton) : Ed Healey
- 1978 : Special Olympics : Carl Gallitzin
- 1979 : One of the Missing : Hôte
- 1979 : Studs Lonigan (Studs Lonigan) (feuilleton) : Paddy Lonigan

### Années 1980
Cinéma
- 1980 : Die Laughing de Jeff Werner : Arnold
- 1980 : Nimitz, retour vers l'enfer (The Final Countdown), de Don Taylor : Sénateur Samuel Chapman
- 1981 : Sanglantes Confessions (True Confessions), d'Ulu Grosbard : Jack Amsterdam
- 1981 : L'Anti-gang (Sharky's Machine), de Burt Reynolds : Friscoe
- 1982 : La Cage aux poules (The Best Little Whorehouse in Texas), de Colin Higgins : Gouverneur
- 1982 : Tootsie, de Sydney Pollack : Les Nichols
- 1983 : To Be or Not to Be, d'Alan Johnson : Colonel Erhardt
- 1983 : Seconde Chance de John Herzfeld : Charlie
- 1984 : Hadley's Rebellion (en) de Fred Walton : Sam Crawford
- 1984 : Mass Appeal de Glenn Jordan : Monsignor Thomas Burke
- 1985 : Le Justicier de Miami (Stick), de Burt Reynolds : Chucky
- 1985 : L'Homme à la chaussure rouge (The Man with One Red Shoe), de Stan Dragoti : Ross
- 1985 : Stand Alone de Alan Beattie : Louis Thibadeau
- 1986 : Big Trouble, de John Cassavetes : O'Mara
- 1986 : Where the River Runs Black : Père O'Reilly
- 1986 : Meatballs III: Summer Job : Pete
- 1986 : Coup double (Tough Guys), de Jeff Kanew : Deke Yablonski
- 1986 : Les Guerriers du soleil (Solarbabies) : Le gardien
- 1987 : Happy New Year, de John G. Avildsen : Charlie
- 1987 : The Rosary Murders : Père Ted Nabors
- 1988 : Cop, de James B. Harris : Dutch Peltz
- 1988 : A Tiger's Tale : Charlie Drumm
- 1988 : Far North : Bertrum
- 1989 : Étoile, de Peter Del Monte : Oncle Joshua
- 1989 : Cat Chaser, d'Abel Ferrara : Jiggs Scully
- 1989 : Brenda Starr, de Robert Ellis Miller : Éditeur Francis I. Livright

Télévision
- 1980 : Les Révoltés d'Attica : Commissaire Russell Oswald
- 1980 : A Perfect Match : Bill Larson
- 1981 : Crisis at Central High : Jess Matthews
- 1981 : Casey Stengel : Casey Stengel
- 1981 : The Best Little Girl in the World : Frank Powell
- 1981 : The Girls in Their Summer Dresses and Other Stories by Irwin Shaw : McMahon (story 'The Monument')
- 1981 : Les Fleurs de sang (Dark Night of the Scarecrow) : Otis P. Hazelrigg
- 1982 : Working : Retraité
- 1984 : Permission jusqu'à l'aube : Le Capitaine
- 1984 : Good Evening, He Lied : Nick
- 1985 : Eye to Eye (série) : Oscar Poole
- 1985 : Mort d'un commis voyageur : Charley
- 1987 : Kenny Rogers as The Gambler, Part III: The Legend Continues : Sen. Henry Colton
- 1987 : I Would Be Called John: Pope John XXIII : Pape Jean XXIII
- 1987 : L'Homme qui brisa ses chaînes (The Man Who Broke 1,000 Chains) : Warden Hardy
- 1988 : Affaire classée (Case Closed) : Les Kabowski
- 1988 : Unholy Matrimony : Révérend Samuel Corey
- 1989 : It Nearly Wasn't Christmas : Santa
- 1989 : The Butter Battle Book : Grand-père (voix)
- 1989 : Prime Target : Earl Mulcahaney
- 1989 : Dinner at Eight : Dan Packard

### Années 1990
Cinéma
- 1990 : Fatal Sky de Frank Shields : Colonel Clancy
- 1990 : Dick Tracy, de Warren Beatty : Chef Brandon
- 1991 : Un privé en escarpins (V.I. Warshawski), de Jeff Kanew : Det. Lt. Bobby Mallory
- 1993 : La Musique du hasard (The Music of Chance), de Philip Haas : Bill Flower
- 1994 : Le Grand Saut (The Hudsucker Proxy), de Joel Coen
- 1994 : L'Amour en équation (I.Q.), de Fred Schepisi : Louis Bamberger
- 1995 : L'Ultime Souper (The Last Supper), de Stacy Title : Révérend Gerald Hutchens
- 1995 : The Grass Harp (en) (The Grass Harp) de Charles Matthau : Révérend Buster
- 1995 : Week-end en famille (Home for the Holidays), de Jodie Foster : Henry Larson
- 1996 : Petit-pied le dinosaure 4 (The Land Before Time IV: Journey Through the Mists) (vidéo) : Archie (voix)
- 1996 : Elmo Saves Christmas (vidéo) : Santa Claus
- 1996 : Agent zéro zéro (Spy Hard), de Rick Friedberg : Le directeur
- 1996 : Recon
- 1996 : Un beau jour (One Fine Day), de Michael Hoffman : Lew
- 1997 : The Secret Life of Algernon : Norbie Hess
- 1998 : Shelter, de Scott Paulin : Capitaine Robert Landis
- 1998 : Jerry and Tom : Vic
- 1998 : Hi-Life : Fatty

Télévision
- 1990 : The Kennedys of Massachusetts (feuilleton) : John « Honey Fitz » Fitzgerald
- 1991 : The Return of Eliot Ness : Roger Finn
- 1991 : The Story Lady : Juge
- 1992 : Le Moteur à eau (The Water Engine) : Guide touristique
- 1992 : Tales from Hollywood : Charles F. Money
- 1993 : When a Stranger Calls Back : John Clifford
- 1993 : Harlan & Merleen : Dr Harlan Elldridge
- 1994 : Roommates : Barney
- 1994 : Texan : Vaughn
- 1994 : Leslie's Folly
- 1995 : Les Tourments du destin (A Woman of Independent Means) (feuilleton) : Andrew Alcott
- 1996 : Jack Lemmon: America's Everyman
- 1996 : Petite Maman Noël (Mrs. Santa Claus) : Santa Claus
- 1998 : Les Flocons de l'amour (A Chance of Snow) : Earl Pulmer
- 1998 : Hard Time : Det. Charlie Duffy
- 1999 : Hard Time: The Premonition : Det. Charlie Duffy
- 1999 : Justice : Moe Ryan
- 1999 : Chicken Soup for the Soul (série)
- 1999 : Hard Time: Hostage Hotel : Det. Charlie Duffy

### Années 2000
Cinéma
- 2000 : Never Look Back
- 2000 : Lakeboat : Skippy
- 2000 : O'Brother (O Brother, Where Art Thou?), de Joel Coen : Pappy O'Daniel
- 2000 : Very Mean Men (en) de Tony Vitale (en) : Paddy Mulroney
- 2000 : The Last Producer de Burt Reynolds : Syd Wolf
- 2000 : Séquences et Conséquences (State and Main), de David Mamet : George Bailey
- 2001 : Turn of Faith de Charles Jarrott : Philly Russo
- 2001 : L.A.P.D. : Protéger et servir : Stuart Steele
- 2002 : The Last Man Club : John « Eagle Eye » Pennell
- 2002 : The Naked Run : Congressiste Davenport
- 2002 : Pride & Loyalty : Dylan Frier
- 2002 : Mother Ghost : George
- 2003 : One Last Ride : M.. Orlick
- 2003 : Dead Canaries : Jimmy Kerrigan
- 2004 : Death and Texas : Marshall Ledger
- 2005 : River's End (id) : Murray Blythe
- 2005 : Unbeatable Harold : Père de Harold
- 2005 : Resurrection: The J.R. Richard Story : Frank McNally
- 2005 : The L.A. Riot Spectacular : L'homme de loi
- 2005 : Dirty Deeds : Victor Rasdale
- 2006 : Descansos
- 2006 : Miracle Dogs Too (vidéo) : Capitaine Pete
- 2006 : Jesus, Mary and Joey : Teddy, le gérant du bar
- 2006 : Forget About It : Eddie O'Brien

Télévision
- 2001 : Juge et coupable? (The Judge) : Juge Harlan Radovich
- 2002 : First Monday (série) : Justice Henry Hoskins
- 2002 : Bleacher Bums : Scorekeeper Victor
- 2002 : Le Fils du Père Noël (M.. St. Nick) : Roi Nicholas XX (Père Noël)
- 2004 : Un fiancé pour Noël (A Boyfriend for Christmas) : Père Noël
- 2004 : NCIS : Enquêtes spéciales (Call of Silence) : Ernie Yost
- 2004 : A Very Married Christmas : Ozzy Larson
- 2005 : Détective : Conseiller Max Ernst
- 2006 : Désolation (Desperation) : Tom Billingsley
- 2007 : Monk (Saison 5, épisode 16) (série) : Hank Johansen

## Voix françaises
| - Philippe Dumat dans : - Furie - To Be or Not to Be - Cop - A Man for all Seasons (téléfilm) - The Kennedys of Massachusetts (téléfilm) - Roommates (téléfilm) - Petite Maman Noël (téléfilm) - Hard Time (téléfilm) - Séquences et conséquences - The Practice : Bobby Donnell et Associés (téléfilm) - Juge et Coupable (téléfilm) - Monsieur Saint Nick (téléfilm) - First Monday (téléfilm) - Rescue Me : Les Héros du 11 septembre (série télévisée - 1re voix) - Un fiancé pour Noël (téléfilm) - A very married for Christmas (téléfilm) - Détective (téléfilm) - Albert Augier dans : - Madigan (série télévisée) - L'Arnaque - Spéciale Première - Le Solitaire de Fort Humboldt - L'Odyssée du Hindenburg - L'Empire du Grec | - William Sabatier dans : - Un après-midi de chien - La Cage aux poules - Seconde Chance - Mort d'un commis voyageur (téléfilm) - Dick Tracy - O'Brother - Jacques Dynam dans : - Sœurs de sang - Terreur sur la ligne - Les Muppets, le film - Un privé en escarpins - Un beau jour - Jacques Deschamps dans : - Tootsie - L'Anti-gang et aussi : - Jacques Ferrière dans Le Pays de la violence - Raoul Delfosse dans Bande de flics - Max André dans L'Ultimatum des trois mercenaires - Claude Bertrand dans Nimitz, retour vers l'enfer - Michel Beaune dans Sanglantes Confessions - Roger Lumont dans L'Homme à la chaussure rouge - Michel Vocoret dans Le Justicier de Miami - Jean-Claude Sachot dans Agent zéro zéro - Henri Poirier dans Tout le monde aime Raymond (série télévisée) - Roger Carel dans Rescue Me : Les Héros du 11 septembre (série télévisée - 2e voix) |